# Lee Sung-min

Lee Sung-min (hangul: 이성민) (Goyang, 1 de janeiro de 1986), mais conhecido apenas como Sungmin (em coreano: 성민), é um cantor e ator sul-coreano. Ele é integrante do boy group sul-coreano Super Junior, e dos subgrupos Super Junior-T, Super Junior-Happy e Super Junior-M.

## Pré-debut
Sungmin nasceu no distrito de Ilsan de Goyang, Gyeonggi. Ele tem um irmão mais novo, Lee Sungjin. O nome do pai é Lee Chunhwa, é CEO de duas empresas: SendBill, que cria softwares e-tax, e Network Mania, uma empresa de análise.
Em 2001, ele entrou para o concurso SM Youth Best Contest (Concurso de melhor juventude da SM) e em conjunto ganhou o primeiro lugar para a melhor aparência com o futuro companheiro de banda Donghae. Juntos, eles assinaram um contrato com a SM Entertainment e receberam formação em canto, dança e atuação.
Sungmin foi colocado em um projeto de grupo R&B junto com Junsu e Eunhyuk futuro companheiro de banda. Em 2002, Juntamente com Typhoon, Rose e Attack, os seis fizeram sua primeira aparição na televisão em um show chamado Heejun vs. Kangta, Battle of the Century: Pop vs Rock. Moon Hee-jun ensinou Typhoon, Rose e Attack rock, enquanto Sungmin, Xiah e Eunhyuk foram ensinados outras técnicas de canto por Kangta. Os seis estagiários se separaram um ano depois, em seguida Typhoon, Rose, e Attack debutaram no TRAX. O trio se separou quando Junsu estreou no DBSK. Em seguida, Sungmin e Eunhyuk se juntaram a outros 10 estagiários para a primeira geração do Super Junior 05.
Em 2005, antes de debutar do Super Junior, ele interpretou o jovem Kang Dongshin em Sisters of the Sea.

## Discografia

### Trilhas sonoras e contribuições
| Ano  | Álbum                   | Canção            | Artista                                              |
| ---- | ----------------------- | ----------------- | ---------------------------------------------------- |
| 2007 | H.I.T. OST              | H.I.T             | Yesung, Kangin, Sungmin, Donghae, Ryeowook e Kyuhyun |
| 2007 | H.I.T. OST              | Success           | Yesung, Kangin, Sungmin, Donghae, Ryeowook e Kyuhyun |
| 2007 | Student's Cheer Song    | Power             | Sungmin                                              |
| 2008 | Sanggeunie's Hope Album | Now We Go to Meet | Yesung e Sungmin                                     |
| 2010 | Haru OST                | Angel             | Ryeowook, Kyuhyun, Donghae, Sungmin e Eunhyuk        |
| 2010 | President OST           | Biting My Lips    | Kyuhyun, Ryeowook e Sungmin                          |
| 2012 | We Need a Fairy OST     | Oh Wa             | Sungmin                                              |
| 2018 | SM Station 2            | Day Dream         | Sungmin                                              |

## Filmografia
| Ano  | Título                    | Papel          |
| ---- | ------------------------- | -------------- |
| 2007 | Attack on the Pin-Up Boys | Garoto popular |
| 2010 | Super Show 3 3D           | Ele mesmo      |
| 2012 | I AM.                     | Ele mesmo      |
| 2013 | Super Show 4 3D           | Ele mesmo      |
| 2015 | SMTown The Stage          | Ele mesmo      |

### Dramas de televisão
| Ano  | Título                            | Papel               | Emissora |
| ---- | --------------------------------- | ------------------- | -------- |
| 2005 | Sisters of the Sea                | Kang Dong-shin      | MBC      |
| 2005 | Charnel House Boy                 | Jogador de beisebol | KBS      |
| 2006 | Banjun Theater: Finding Lost Time | Amigo de Yoochun    | SBS      |
| 2008 | Super Junior Unbelievable Story   | Ele mesmo           | MBC      |
| 2010 | President                         | Jang Sung-min       | KBS      |

### Programas de variedade
| Ano  | Título              | Emissora |
| ---- | ------------------- | -------- |
| 2007 | Hello Chat          | Mnet     |
| 2007 | Idol World          | Mnet     |
| 2008 | Idol Show           | MBC      |
| 2008 | Unbelievable Outing | MBC      |
| 2009 | Miracle Show        | KBS      |
| 2009 | Intimate Note       | KBS      |
| 2009 | Oppa Band           | MBC      |
| 2011 | Happy Together      | KBS      |
| 2012 | Come to Play        | MBC      |
| 2012 | Shinhwa Broadcast   | JTBC     |
| 2012 | Hello               | KBS      |

### Teatro musical
| Ano       | Título               | Papel        |
| --------- | -------------------- | ------------ |
| 2009      | Royal Musical Akilla | Ro           |
| 2010      | Hong Gildong         | Hong Gildong |
| 2011-2013 | Jack the Ripper      | Daniel       |
| 2013-2014 | Summer Snow          | Jin-ha       |
| 2013-2014 | The Three Musketeers | D'Artagnan   |
| 2014      | Vampire              | Drácula      |
| 2017      | Boys Over Flowers    | Rui Hanazawa |

### Rádio
| Year        | Name                        |
| ----------- | --------------------------- |
| 2007 – 2008 | Chunji Reckless Radio       |
| 2011 – 2013 | Super Junior Kiss the Radio |

### Aparições em vídeos musicais
| Ano  | Canção       | Artista                |
| ---- | ------------ | ---------------------- |
| 2010 | "Let's Go"   | 2010 G-20 Seoul Summit |
| 2012 | "Oppa, Oppa" | Donghae & Eunhyuk      |